# Droga wojewódzka 131
Die Droga wojewódzka 131 (DW 131) ist eine polnische Woiwodschaftsstraße in der Woiwodschaft Lebus. Sie verläuft in Nord-Süd-Richtung und verbindet das Dorf Nowiny Wielkie (Dollensradung) mit der Gemeinde Krzeszyce (Kriescht). Bei einer Gesamtlänge von 12 Kilometern gehört die DW 131 zu den kürzesten Woiwodschaftsstraßen in Polen.

## Streckenverlauf
Woiwodschaft Lebus
- Powiat Gorzowski (Kreis Landsberg an der Warthe):
  - Nowiny Wielkie (Döllensradung) (→ DW 132)
  - Świerkocin (Fichtwerder)

- Powiat Sulęciński (Kreis Zielenzig):
  - Krzeszyce (Kriescht) (→ DW 22)